# Saint-Julien-du-Sault
 Saint-Julien-du-Sault  es una población y comuna francesa que se encuentra en la región de Borgoña, departamento de Yonne, en el distrito de Sens. Es el chef-lieu y mayor población del cantón de Saint-Julien-du-Sault.

## Demografía
| 1785 | 1856 | 2123 | 2067 | 2161 | 2347 |
| Para los censos de 1962 a 1999 la población legal corresponde a la población sin duplicidades (Fuente: INSEE [Consultar]) |      |      |      |      |      |